# Mestre do Altar de Malchin

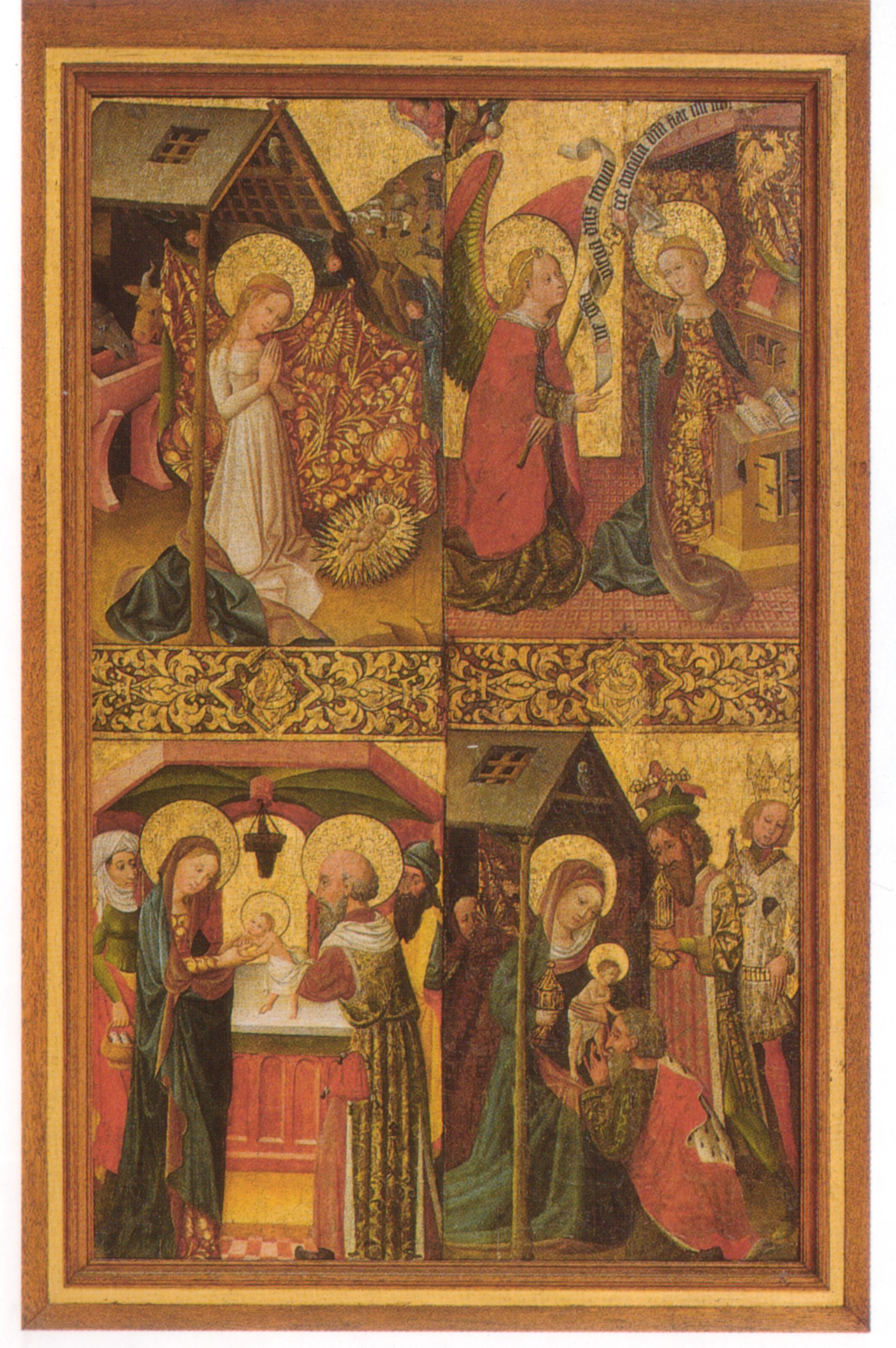
Altar de Maria (1430 - 40)

O Mestre do Altar de Malchin (Alemão: Meister des Malchiner Altar) foi um pintor do Gótico do norte da Alemanha que trabalhou em Hamburgo na primeira metade do século XV.
O mestre adquiriu seu pseudônimo de um grupo de painéis que pintou para o altar da Virgem Maria para a igreja Gótica de São João em Malchin. Estas pinturas são semelhantes em estilo às de Frade Francke, que foram inicialmente associadas ao altar de São Jorge em Wismar. Acraditava-se que fragmentos de um altar, na Igreja de Santa Maria em Rostock, também seriam obras suas. Contudo, hoje há evidências de que se trata de obra de outro pintor.